# HTC One M9
Le HTC One M9 est un smartphone haut de gamme conçu et fabriqué par la marque taïwanaise HTC, sorti en avril 2015. C'est le mobile haut de gamme de la gamme One de HTC de cette même année. Il fait suite au One (M8) sorti en 2014 et précède le HTC 10, modèle de 2016.
Il utilise le système d'exploitation Android 5.0 et utilise la surcouche HTC Sense 7, est doté d'un capteur photo frontal de 4 Mpx doté de la technologie Ultrapixel, censée permettre d'absorber plus de lumière lors de la prise photo, pour un rendu plus lumineux et plus naturel grâce à la multiplication par quatre de la sensibilité. Il intègre de nombreuses fonctionnalités pour la partie photo notamment une fonction nommée HTC Zoe et la prise de photo au format RAW. Ce téléphone dispose d'un design unibody  en aluminium et du système sonore Boomsound.
À sa sortie, il se décline en quatre coloris : gris acier, argent, or ainsi que doré sur argenté.

## Quelques caractéristiques techniques
- Processeur Qualcomm Snapdragon 810,
- Capteur photo arrière 20 Mpx,
- Capteur photo frontal 4 UltraPixel,
- Audio HTC BoomSound avec Dolby Audio,
- Écran full HD 1080p de 5 pouces,
- 4G LTE, NFC, Bluetooth 4.1, Wi-Fi ac 5Ghz...

## Variantes

### One M9+
Il existe une version avec un écran de 5,2 pouces et plus performante (processeur récent, densité de pixels plus élevée) appelée HTC One M9+.

### One ME
Une autre version, appelée One ME, avec un écran un peu plus grand (5,2 pouces) avec une meilleure densité (565ppi) et un processeur un peu plus récent.